# Góry Wysokie
Góry Wysokie – wieś w Polsce położona w województwie świętokrzyskim, w powiecie sandomierskim, w gminie Dwikozy.
Prywatna wieś szlachecka położona była w drugiej połowie XVI wieku w powiecie sandomierskim województwa sandomierskiego. W latach 1954–1959 wieś należała i była siedzibą władz gromady Góry Wysokie, po jej zniesieniu w gromadzie Dwikozy. W latach 1975–1998 miejscowość administracyjnie należała do województwa tarnobrzeskiego.

## Części wsi
| SIMC    | Nazwa           | Rodzaj    |
| ------- | --------------- | --------- |
| 0790150 | Gajówka         | część wsi |
| 0790166 | Góry Dolne      | część wsi |
| 0790172 | Góry Panieńskie | część wsi |
| 0790189 | Góry pod Lasem  | część wsi |
| 0790195 | Góry pod Torem  | część wsi |
| 0790203 | Karczmówka      | część wsi |
| 0790210 | Koło Woźnicy    | część wsi |
| 0790226 | Księża Góra     | część wsi |
| 0790232 | Księże Pole     | część wsi |
| 0790249 | Pod Lasem       | część wsi |

Miejscowość jest siedzibą parafii Matki Bożej Bolesnej należącej do dekanatu Zawichost.

## Zabytki
- Kościół pw. Matki Boskiej Bolesnej i św. Wita Męczennika, wzniesiony w 1792 r. w miejsce starszego, drewnianego kościoła; pierwszy kościół drewniany wybudował tutaj Iwo herbu Odrowąż w 1217 r. W świątyni znajdują się relikwie Krzyża Świętego, których autentyczność potwierdza oryginalny dokument z papieską pieczęcią[7].

Zespół kościoła parafialnego (kościół pw. MB Bolesnej, kaplica podziemna z końca XVIII w., ogrodzenie z kaplicami i bramkami z lat 1856–1860) został wpisany do rejestru zabytków nieruchomych (nr rej.: A.668/1-3 z 25.02.1957, z 21.01.1966, z 1.03.1967 i z 20.05.1977).
- Cmentarz parafialny (nr rej.: A.669 z 14.06.1988)[8].
- Szkoła z 1871 r., najstarsza w gminie[9].